# Bahāʾ al-Dīn ibn Šaddād
Bahāʾ al-Dīn ibn Šaddād, anche noto con il nome italianizzato Boadino (in arabo ابن شداد، بهاء الدين يوسف بن رافع،‎?, Bahāʾ al-Dīn Abū al-Maḥāsin Yūsuf ibn Rāfiʿ ibn Tamīm; Mosul, 6 marzo 1145 – Aleppo, 8 novembre 1234), è stato un giurista e storico curdo. È noto per aver scritto una biografia sul sultano e condottiero Saladino, che conosceva bene.

## Biografia
Bahāʾ al-Dīn (che in arabo significa "splendore della fede") nacque a Mosul il decimo giorno del mese di Ramadan del 539 A.H. (il 6 marzo 1145 d.C.). In quella città egli studiò il Corano, gli Ḥadīth e la Legge islamica, dopodiché si trasferì a Baghdad per studiare nella madrasa Niẓāmiyya, dove divenne in breve tempo un muʿīd ("professore assistente"). Quando egli era in giovane età, suo padre morì ed egli venne allevato dai suoi zii materni, i Banu Šaddād, da cui il nome "Ibn Šaddād". Nel 1173 circa, egli ritornò a Mosul come mudarris ("professore").
Nel 1188, di ritorno dallo Ḥajj, il grande pellegrinaggio alla Mecca, Ibn Šaddād venne convocato da Saladino, il quale aveva letto i suoi scritti e ne era rimasto impressionato. Egli dunque entrò al servizio del sultano, che lo nominò qāḍī al-'askar ("giudice dell'esercito"). In questa veste, egli poté assistere in prima persona all'assedio di Acri e alla battaglia di Arsuf e poté fornire una "cronaca vivida degli eventi della Terza crociata". In poco tempo Saladino e Bahāʾ al-Dīn divennero molto amici e il condottiero lo destinò a vari uffici amministrativi e giudiziari. Ibn Šaddād rimase un amico fidato di Saladino che "raramente si assentava per lungo tempo", nonché uno dei suoi consiglieri principali per il resto della vita del sultano. Dopo la morte di Saladino, Bahāʾ al-Dīn venne nominato qāḍī ("giudice"), di Aleppo, dove sarebbe morto il quattordicesimo giorno del mese di Safar del 632 A.H. (l'8 novembre 1234), all'età di 89 anni.

## Opere

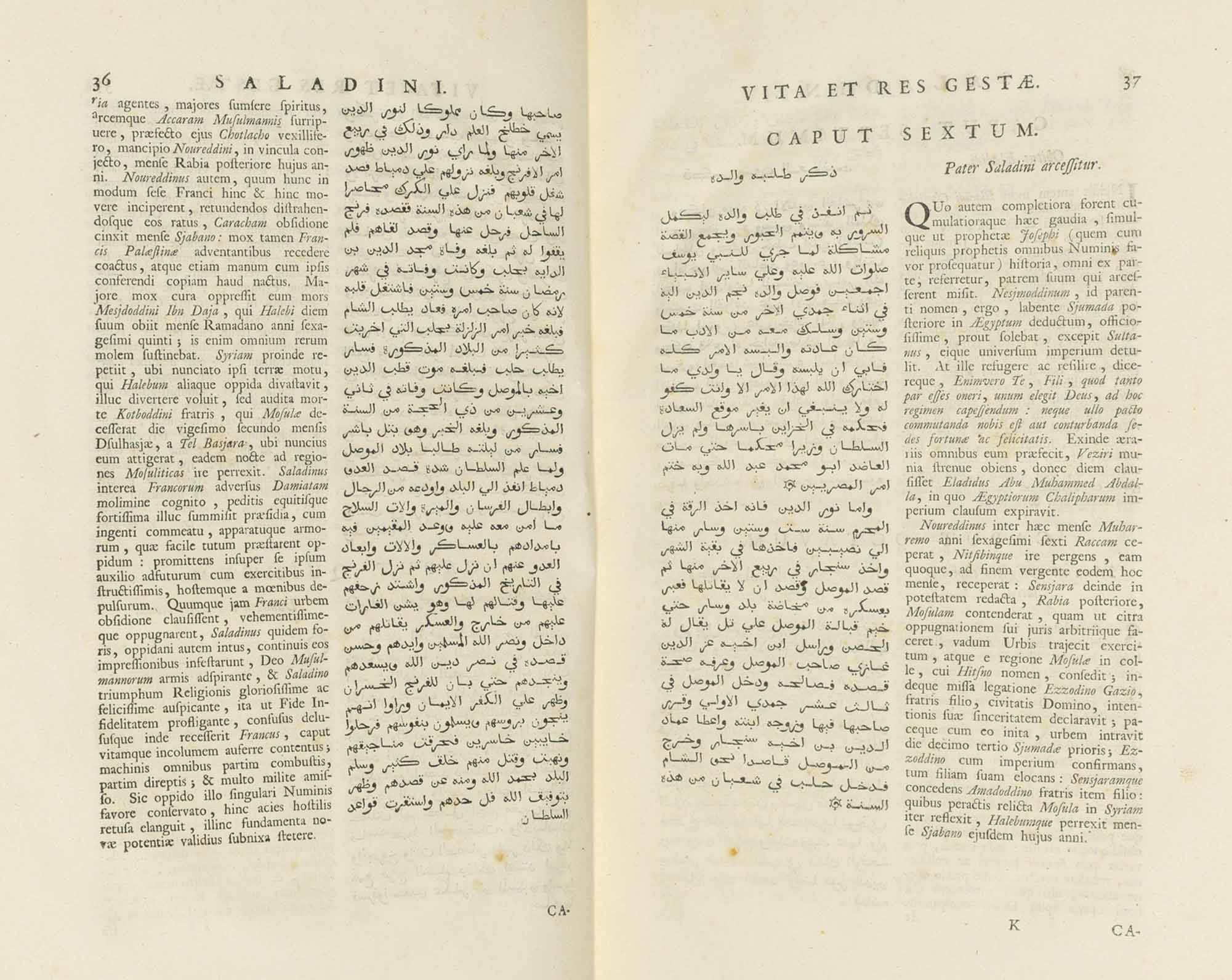
Il primo volume della biografia, edita in latino come Vita et res gestae sultani Almalichi Alnasiri Saladini. Traduzione di Albert Schultens.

L'opera più celebre di Bahāʾ al-Dīn è la sua biografia di Saladino, che si basa per lo più "su osservazioni personali" e riporta un ritratto completo di come lo videro i musulmani. Il titolo arabo dell'opera, al-Nawādir al-Sultaniyya wa 'l-Maḥāsin al-Yūsufiyya, è traducibile in "Aneddoti sultaniali e virtù di Yūsuf", in quanto il nome completo del sultano in lingua araba era Ṣalāḥ al-Dīn Yūsuf ibn Ayyūb. Il testo ci è giunto integro ed è ancora in stampa.
Bahāʾ al-Dīn scrisse inoltre varie opere sull'applicazione pratica della legge islamica, Il rifugio dei giudici dall'ambiguità dei giudizi, Le prove dei giudizi e L'epitome, e una monografia intitolata Le virtù dello Jihād. Molte informazioni su di lui ci sono note dal dizionario biografico contemporaneo  (Wafāyāt al-a'yān, ovvero "Necrologi di uomini eminenti") di Ibn Khallikān.
Ibn Šaddād era contemporaneo degli eventi da lui descritti e ciò rende la sua opera storica particolarmente preziosa, in quanto è un resoconto fattuale, dettagliato e credibile degli avvenimenti del periodo. È anche una delle fonti più importanti della crociata di Riccardo I d'Inghilterra. L'opera venne pubblicata a Leida nel 1732 con il titolo latino Vita et res gestae sultani Almalichi Alnasiri Saladini e il nome dell'autore venne latinizzato in "Bohadinus".